# Morris Fuller Benton
Morris Fuller Benton (Milwaukee, Wisconsin, 30 de novembre de 1872 - Morristown, Nova Jersey, 30 de juny de 1946) va ser un tipògraf estatunidenc.

## Biografia
A l'edat d'11 anys feia petits treballs d'impressió com a tiquets d'entrada, fullets o rebuts per als seus veïns en una petita impremta que va muntar a casa dels seus pares.
Es va graduar en 1896 com a enginyer i uns pocs mesos més tard es va incorporar a la American Type Founders (ATF) com a ajudant del seu pare veient-se immers en el dibuix i disseny de tipus així com aplicant el seu coneixements mecànics en el camp de la maquinària de les arts gràfiques. El seu pare, Linn Boyd Benton, era famós en aquesta època pel seu invent d'una màquina per a l'elaboració automàtica de punxons que el va ajudar a aconseguir el lloc de Director tècnic d'ATF.
L'any 1900 Benton va passar a ser dissenyador cap d'ATF on va treballar fins a la seva retirada en 1937 a l'edat de 65 anys. Va morir el 30 de juny de 1948. La vida professional de Benton es va caracteritzar per combinar la creativitat tipogràfica amb la precisió de l'enginyer.

## Lletres tipogràfiques destacades
Potser una de les seves creacions més recordades sigui el tipus Franklin Gothic, creada en 1904, i que és una particular versió del tipus grotesc que fes popular Vincent Figgins en 1830.
Algunes de les tipografies destacades són: 
- Century Expanded (1900)
- Linotex (1901)
- Century Oldstyle (1908-1909)
- Hobo (1910)
- Parisian (1928)
- Novel Gothic (1928)
- Chic (1928)
- Modernique (1928)
- Broadway (1928)
- Tower (1934)
- Phenix (1935)